# たまそう音楽堂
たまそう音楽堂（たまそうおんがくどう）はニッポン放送ほかNRN加盟のラジオ局（ただし、東海地区ではJRN加盟のCBCラジオ）で2000年10月7日から2001年10月27日まで放送されていた深夜放送オールナイトニッポン（当時は@llnightnippon.comと allnightnippon-r）で、土曜日を担当していた番組である。
パーソナリティは玉川美沙と、ニッポン放送アナウンサー（当時）の荘口彰久。

## 概要
もともとは玉川は土曜25:00 - 27:00で『@llnightnippon.com 玉川音楽堂』、荘口は土曜27:00 - 28:30で『allnightnippon-r Next Break Factory』をと別々に担当していたが、同じ音楽主軸番組であったためか編成部の「この際だから、深夜の音楽番組一緒にやっちゃおうよ」という「鶴の一声」で開始。
2001年からは『タイトー サタデースペシャル @llnightnippon.com クールKのウルトラカウントダウン』以来の土曜限定冠スポンサーとして後に25時･26時台（@llnightnippon.com枠）に日総工産がつき、その時間帯は『NISSO サタデースペシャル @llnightnippon.com たまそう音楽堂』が正式タイトルとなった。
放送時間は土曜25:00-28:30。これはニッポン放送では日曜4:30に『金光教の時間』、4:40に『幸福への出発』を編成しており、いわゆる『宗教の時間』としての放送ゾーンを形成したため。
ニッポン放送以外のネット局は裏送りとして『吉田尚記のallnightnippon-r』を2000年10月7日から2001年3月31日まで放送した。
しかし、2001年10月という改編期をすぎたときに番組は終了（ただし、2001年9月の時点で終了は告知していた）。

後番組は27:00を境に分割され、『@llnightnippon.com』枠は河村隆一の担当する「MUSIC JAM」と、『allnightnippon-r』枠は月1回持ち回りで担当の「プロデューサーズナイト」となった。
冠スポンサーも一度なくなり、2002年10月に『@llnightnippon.com LF+R リスナーズBEST!』が始まるまでなくなった。